# Campionato nordcoreano di calcio
Il campionato nordcoreano di calcio è articolato su tre livelli: il massimo livello nazionale, in inglese noto come DPR Korea League, a cui prendono parte 13 squadre, la seconda divisione, detta DPR Korea League 2, e la terza, la DPR Korea League 3.

## Struttura campionato
| Livello | Divisioni                   |
| ------- | --------------------------- |
| 1       | DPR Korea League 13 squadre |
| 2       | DPR Korea League 2          |
| 3       | DPR Korea League 3          |